# 지역철도
- 잉글랜드 듀스버리역 노던 트레인스 클래스 156
- 오스트레일리아 앨버리역 V/라인
- 프랑스 국유 철도(SNCF) TER Normandie Class B 82500
- 독일철도 DBpzfa
- 인도 철도 WAG-5P
- 이치바타 전차 5000 시리즈

지역철도(regional rail)는 마을과 도시 사이를 운행하는 여객 철도 서비스에 사용되는 용어이다. 이 열차는 도시 간 철도보다 더 많은 정류장을 운행하며, 통근 열차와 달리 도시 지역의 한계를 넘어 작은 도시와 마을을 연결한다.
북아메리카에서는 "지역철도"가 "통근철도"와 동의어로 사용되는 경우가 많다. 주로 출퇴근 시간에만 서비스를 제공하는 시스템을 지칭하기 위해 "통근철도"를 사용하는 반면, 하루 종일 서비스를 제공하는 시스템을 지칭하기 위해 "지역철도"를 사용하는 경우가 많다.

## 같이 보기
- 통근철도